# نیروی برآر

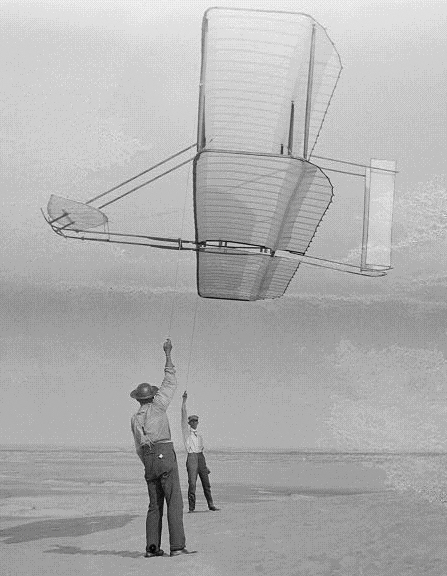
گلایدر ساخته شده توسط برادران رایت که نیروی برآر خود را با بالا رفتن نشان می‌دهد

نیروی بَرآر(نده) (در برخی متون: بَرا) (به انگلیسی: lift)، نیروی بالابری یا نیروی بالابرنده است. نیروی برآر مولفه‌ای از نیروی وارد شده بر یک جسم توسط سیال است که در راستای عمود بر راستای حرکت سیال وارد می‌شود. تفاوت آن با نیروی پسار (به انگلیسی: Drag) در این است که نیروی پسار در جهت موازی و موافق با حرکت یا فشار جسم وارد می‌شود. معمولا نیروی برآر در جهت بالا و برای مقابله با نیروی گرانش عمل می‌کند اما می‌تواند در هر جهتی عمود به جهت حرکت سیال نیز عمل کند. بزرگی این نیرو بستگی به چگالی جسم، سرعت نسبی بین سیال و جسم، شکل خارجی جسم، نحوه قرارگیری آن در مقابل جریان سیال (زاویه حمله) و میزان زبری سطح جسم دارد.
هر سیالی که از سطح جسمی عبور کند بر آن نیرو وارد می‌کند. اگر سیالی که جسم را احاطه کرده هوا باشد، به نیروی اعمال شده یک نیروی آیرودینامیکی می‌گویند. در آب یا سایر مایعات به این نیرو یک نیروی هیدرودینامیکی می‌گویند.

## تعریف

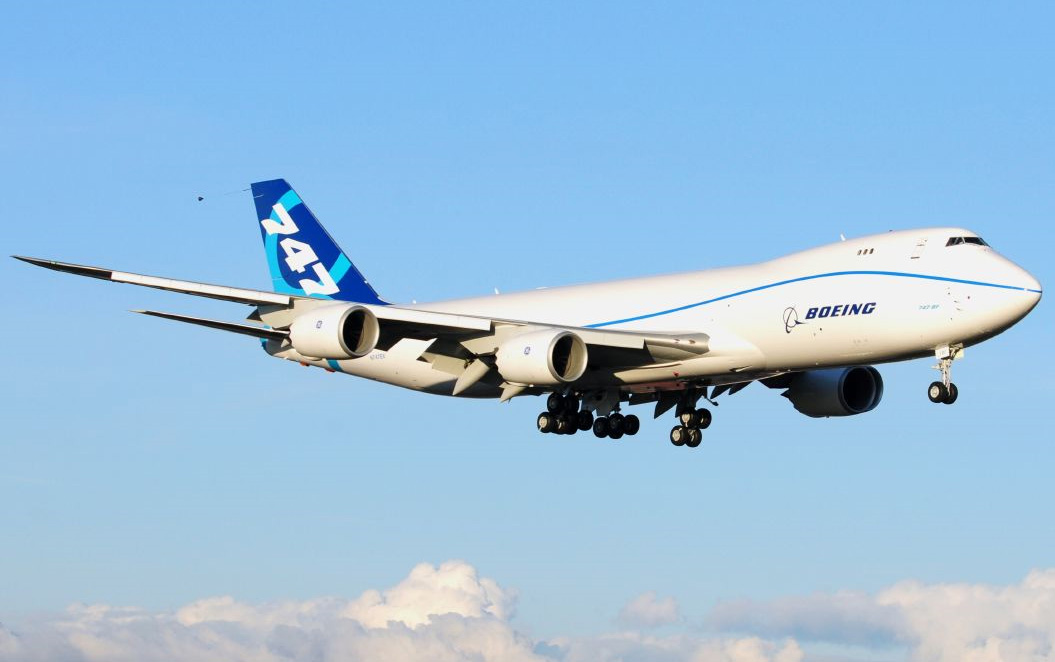

نیرویی که بر اثر برخورد هوا با سطوح فوقانی و تحتانی بال ایجاد و موجب بالا رفتن هواپیما یا ادامهٔ پرواز آن می‌شود همان نیروی برآر است.

نموداری از بردارهای نیروی وارد شده به یک ایرفویل - لیفت مولفه نیرویی است که در جهت عمود به جریان و درگ مولفه نیرویی است که در جهت موازی با جریان وارد می‌شود. به مجموع برداری این دو نیرو، نیروی آیرودینامیکی کل می‌گویند.

برآر نیرویی است که در اثر حرکت ماهی‌واره (ایرفویل) در شاره (سیال) ایجاد می‌شود. پرواز هواپیما در اثر نیروی بَرآری است که حاصل از شکل مقطع آیرودینامیکی بال آن است، که اصطلاحاً مقطع ایرفویل دارند، نیروی برآر بال هواپیما به عواملی مانند سرعت هواپیما، مساحت بال، چگالی هوا، شکل ماهی‌وارهٔ بال و زاویه حمله بستگی دارد و مطابق با فرمول زیر محاسبه می‌شود:
{\displaystyle L={\frac {1}{2}}\rho V^{2}SC_{L}}
که در این فرمول
- {\displaystyle L} نیروی لیفت هواپیما،
- {\displaystyle \rho } چگالی هوا،
- {\displaystyle V} سرعت پرواز هواپیما،
- {\displaystyle S} مساحت بال،
- {\displaystyle C_{L}} ضریب برآر است.

## اصطلاحات مرتبط
مؤلفهٔ برآیند نیروها در راستای محور برآر را برآر کل می‌گویند. نسبت برآر کل به پَسار کل که معیار اصلی بازده هواگَرد است، نسبت برآر به پَسار [نسبت لیفت به درگ] (L/D) یا بازده آئرودینامیکی نامیده می‌شود. در حمل‌ونقل هوایی به هواگَردی با بال کوچک که بدنهٔ آن همه یا بخش اعظم نیروی بَرار را تولید می‌کند، پیکرهٔ بَرآری (lifting body) گفته می‌شود.
برآرافزا ـ پایاسیری (lift-lift/cruise) ویژگی هواپیمایی است که هم‌زمان مجهز به موتور جت برآری و موتوری با امکان تغییر جهت رانش است. موتور برآری ـ پایاسیری (lift/cruise engine) موتور توربین پروانه‌ای یا توربین‌جت است با امکان تغییر جهت رانش برای ایجاد نیروی برآر یا نیروی رانش.
سطح متحرک یا لولاشده به بخش بالایی عقب بال که وقتی باز می‌شود بَرآر را کاهش و معمولاً پَسار را افزایش می‌دهد، بَرارگیر (spoiler) نام دارد.